# A Present for Her Husband (film 1909)
A Present for Her Husband è un cortometraggio muto del 1912 diretto da Lewin Fitzhamon.
Non si conoscono altri dati del film che, prodotto dalla Hepworth, fu distrutto nel 1924 dallo stesso produttore. Cecil M. Hepworth, in gravi difficoltà finanziarie, giunse a tanto per poter recuperare il nitrato d'argento della pellicola.
Nel 1912, la Hepworth produsse un altro A Present for Her Husband, diretto da Frank Wilson.

## Produzione
Il film fu prodotto dalla Hepworth.

## Distribuzione
Distribuito dalla Hepworth, il film - un cortometraggio di neanche cento metri - uscì nelle sale cinematografiche britanniche nel gennaio 1909.